# 썸머 스톰 (1944년 영화)
썸머 스톰(Summer Storm)은 미국에서 제작된 더글라스 서크 감독의 1944년 영화이다.

## 출연
- 조지 샌더스
- 린다 다넬
- 에드워드 에버렛 홀튼
- 안나 리
- 지그 루만
- 로버트 그레그
- 마이크 마주키